# Birchwood (Warrington)
Birchwood is een civil parish in het bestuurlijke gebied Warrington, in het Engelse graafschap Cheshire. De plaats telt 10.700 inwoners.